# Starinskoje
Starinskoje (ros. Старинское) – wieś (sieło) w Rosji, w obwodzie niżnonowogrodzkim, w rejonie pilnińskim. W 2010 liczyła 82 mieszkańców.